# Laurent Nicault
 (signalé en juin 2025).
Si vous disposez d'ouvrages ou d'articles de référence ou si vous connaissez des sites web de qualité traitant du thème abordé ici, merci de compléter l'article en donnant les références utiles à sa vérifiabilité et en les liant à la section « Notes et références ».
- Archive Wikiwix
- Bing
- Cairn
- DuckDuckGo
- E. Universalis
- Gallica
- Google
- G. Books
- G. News
- G. Scholar
- Persée
- Qwant
- (zh) Baidu
- (ru) Yandex
- (wd) trouver des œuvres sur Wikidata

Laurent Nicault est professeur de sciences de l'Ingénieur et de Création et Innovation Technologiques, il enseigne également l'ETLV (Enseignement technologiques en langue vivante) en anglais au Lycée Alexis de Tocqueville à Cherbourg-en-Cotentin et au Lycée Henri Cornat à Valognes et est joueur de dames.
Maître international et Grand Maître national, il a été champion de France de jeu de dames en 2002 et 2003, et vice-champion en 1989, 1993, et 2005. Il fut aussi antérieurement champion de France juniors en 1988 et cadets en 1985.